# Lithobius pinetorum
Lithobius pinetorum är en mångfotingart som beskrevs av Harger 1872. Lithobius pinetorum ingår i släktet Lithobius och familjen stenkrypare. Inga underarter finns listade i Catalogue of Life.